# Hypocerides normalis
Hypocerides normalis är en tvåvingeart som beskrevs av Rudolf Beyer 1965. Hypocerides normalis ingår i släktet Hypocerides och familjen puckelflugor. Inga underarter finns listade i Catalogue of Life.